# Joe Zawinul
Josef Erich Zawinul, detto Joe (Vienna, 7 luglio 1932 – Vienna, 11 settembre 2007), è stato un tastierista, pianista e compositore austriaco.

## Biografia

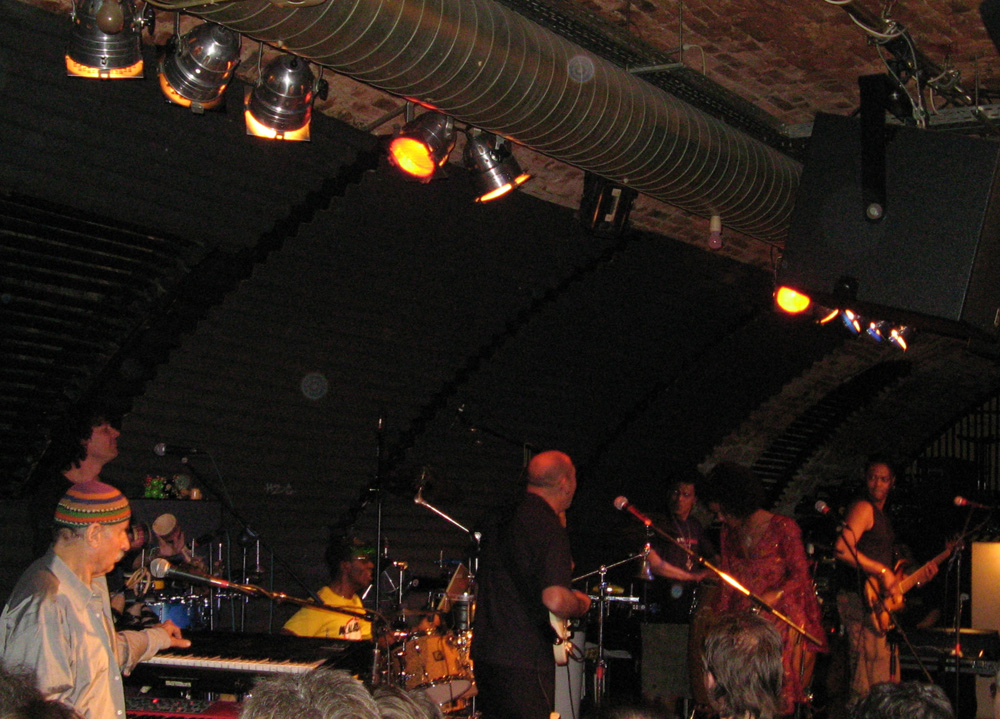
Gli "Zawinul Syndicate" nel 2007

Joe Zawinul nasce da famiglia operaia con origini ungheresi, ceche e rom a Erdberg, quartiere di Vienna. Inizia a suonare il clarinetto, poi all'età di 6 anni riceve in regalo una fisarmonica, che impara a suonare da autodidatta. Studia violoncello al conservatorio di Vienna.
Nel 1944, per sfuggire ai bombardamenti, con la sua famiglia si trasferisce in Cecoslovacchia, dove continua a studiare pianoforte.
Quando esce in Austria il film Stormy weather ne rimane così affascinato da andare a vederlo più volte. Da quel momento nasce la sua passione per il jazz. Inizia a suonare in trio nelle varie basi militari americane sparse per l'Europa. Nel 1959 ottiene una borsa di studio presso il Berklee College of Music di Boston e si trasferisce negli Stati Uniti.
Sfidando i pregiudizi razziali ancora vivi all'epoca, comincia a frequentare l'ambiente dei musicisti di colore di New York. Quasi subito comincia a ottenere ingaggi in gruppi importanti. Accompagna dapprima Maynard Ferguson, poi Dinah Washington, Ben Webster, Mark Murphy. Dal 1961 collabora con Cannonball Adderley, per il quale scrive Scotch and Water e Mercy, Mercy, Mercy.
La tastiera che suona in questo brano segna l'inizio del percorso di ricerca di un proprio suono. Nel 1965 fonda il suo primo gruppo con il clarinettista Karl Drevo. Scopre l'Hammond B-3, che all'epoca era uno dei primi tentativi di creare uno strumento in grado di sintetizzare il suono. Nel 1968 avviene l'incontro con Miles Davis, presentatogli da Adderley. Zawinul partecipa alle registrazioni dell'album In a Silent Way e compone anche il brano omonimo.
Si converte ormai definitivamente alle tastiere elettroniche e ai sintetizzatori, di cui acquisisce una padronanza assoluta e contribuisce alla svolta "elettrica" di Davis, partecipando anche alle registrazioni dei dischi successivi: Bitches Brew, Live Evil e Big Fun. Nel 1970 decide di mettersi in proprio e, dopo un album da solista, nel 1971 fonda, con il sassofonista Wayne Shorter, il gruppo dei Weather Report, di cui faranno parte Miroslav Vitous, Alphonse Mouzon e Airto Moreira. Il gruppo lavora per 14 anni alternando diverse formazioni. Pur mantenendosi fedele al jazz e al suo spirito di improvvisazione, i Weather Report concedono anche spazio alla teatralità del rock, al funk, folk e al classicismo, riuscendo a distinguersi e a creare uno stile particolare e facilmente riconoscibile all'interno del genere fusion che stava nascendo e che il gruppo ha contribuito a creare.
Tra i musicisti che hanno militato nella famosa band un ruolo di particolare rilievo assumono Peter Erskine e il bassista Jaco Pastorius che deve al progetto Weather Report molta della sua notorietà e grazie proprio all'originalità del bassista il gruppo, grazie ad alcuni pezzi tuttora famosissimi (Birdland, Black Market), raggiunge il massimo della notorietà. Grazie all'apporto di tutti i musicisti raccolti intorno a sé, Zawinul realizza in questo periodo i suoi album di maggior successo, tra cui Black Market (1976) e Heavy Weather, che contiene il brano-simbolo Birdland. Quando nel 1985 Zawinul e Shorter decidono di intraprendere strade musicali diverse, ha termine il loro sodalizio e si sciolgono i Weather Report.
Zawinul inizia una tournée da solista con le proprie tastiere; successivamente fonda il gruppo Weather Update e con loro intraprende un tour mondiale. Al rientro dal tour si concede circa due anni di pausa e nel 1988 pubblica The Immigrants, primo disco con il suo nuovo gruppo, che chiama Zawinul Syndicate. In questo album si fanno più forti gli influssi etnici già presenti nei dischi dei Weather Report. Nel 2000 si esibisce nel Salento sul palco della terza edizione della Notte della Taranta, di cui è maestro concertatore.
Affetto da un tumore alla pelle, muore a 75 anni, l'11 settembre 2007 alle 04:55, nella Clinica Wilhelmina di Vienna, dove era ricoverato dal 5 agosto.

## Discografia

### Come leader/co-leader
- 1959 - To You With Love (Strand)
- 1963 - Soulmates with Ben Webster (Riverside)
- 1966 - Money in the Pocket (Atlantic)
- 1968 - The Rise and Fall of the Third Stream (Vortex)
- 1971 - Zawinul (Atlantic)
- 1976 - Concerto Retitled (Atlantic) – compilation
- 1985 - Di•a•lects (Columbia)
- 1988 - The Zawinul Syndicate, The Immigrants (Columbia)
- 1988 - Music for Two Pianos con Friedrich Gulda (Capriccio)
- 1989 - The Zawinul Syndicate, Black Water (Columbia)
- 1992 - The Zawinul Syndicate, Lost Tribes (Columbia)
- 1996 - My People (ESC)
- 1996 - Stories of the Danube (Polygram)
- 1998 - The Zawinul Syndicate, World Tour (ESC)[2CD] – liv
- 2000 - Mauthausen - Vom großen Sterben hören (ESC)
- 2002 - Faces & Places (ESC)
- 2004 - Midnight Jam (ESC) [2CD]
- 2005 - The Zawinul Syndicate, Vienna Nights Live at Joe Zawinul's Birdland (BHM) [2CD] – live
- 2005 - Brown Street con WDR Big Band, et al. (Intuition) [2CD]

Pubblicazioni postume
- The Zawinul Syndicate, 75 (Heads Up, 2009) [2CD] – live registrato nel 2007
- The Absolute Ensemble, Absolute Zawinul diretto da Kristjan Järvi (Intuition, 2009)

Come leader dei Weather Report
- 1971 - Weather Report (Columbia)
- 1972 - I Sing the Body Electric (Columbia)
- 1972 - Live in Tokyo (CBS/Sony) – live
- 1973 - Sweetnighter (Columbia)
- 1974 - Mysterious Traveller (Columbia)
- 1975 - Tale Spinnin' (Columbia)
- 1975/76 - Black Market (Columbia)
- 1976/77 - Heavy Weather (Columbia)
- 1978 - Mr. Gone (Columbia)
- 1978/79 - 8:30 (Columbia) – live
- 1980 - Night Passage (Columbia)
- 1981 - Weather Report (Columbia)
- 1983 - Procession (Columbia)
- 1983 - Domino Theory (Columbia)
- 1984 - Sportin' Life (Columbia)
- 1985 - This Is This! (Columbia)

Compilation postume
- Live and Unreleased (Columbia, 2002) [2CD]
- Forecast: Tomorrow (Columbia, 2006)[3CD & DVD-Video]
- The Legendary Live Tapes: 1978-1981 (Columbia, 2015)[4CD]

### Come sideman
Con Cannonball Adderley
- Nancy Wilson/Cannonball Adderley (Capitol, 1962)
- The Cannonball Adderley Sextet in New York (Riverside, 1962)
- Cannonball in Europe! (Riverside, 1962)
- Jazz Workshop Revisited (Riverside, 1962)
- Nippon Soul (Riverside, 1964)
- Cannonball Adderley Live! (Capitol, 1964) - live
- Live Session! (Capitol, 1964) - live
- Cannonball Adderley's Fiddler on the Roof (Capitol, 1964)
- Domination (Capitol, 1965)
- Great Love Themes (Capitol, 1966)
- Cannonball in Japan (Capitol, 1966) - live
- Mercy, Mercy, Mercy! Live at 'The Club' (Capitol, 1967)
- 74 Miles Away (Capitol, 1967)
- Why Am I Treated So Bad! (Capitol, 1967)
- In Person (Capitol, 1968)
- Accent on Africa (Capitol, 1968)
- Country Preacher (Capitol, 1970)
- The Cannonball Adderley Quintet & Orchestra (Capitol, 1970)
- The Price You Got to Pay to Be Free (Capitol, 1970)
- Autumn Leaves (Riverside [Japan], 1975)
- The Sextet (Milestone, 1982)
- Radio Nights (Night, 1991)
- Money in the Pocket (Capitol, 2005)

Con Nat Adderley
- Naturally! (Jazzland, 1961)
- Autobiography (Atlantic, 1965)
- Live at Memory Lane (Atlantic, 1967)
- The Scavenger (Milestone, 1968)
- Calling Out Loud (CTI, 1968)
- You, Baby (CTI, 1969)

Con Miles Davis
- 1969: In a Silent Way (Columbia, 1969)
- 1969: Bitches Brew (Columbia, 1970)
- 1970: Live-Evil (Columbia, 1971)
- compilation: Big Fun (Columbia, 1974)
- compilation: Circle in the Round (Columbia, 1979)

Con Yusef Lateef
- The Centaur and the Phoenix (Riverside, 1960)
- Suite 16 (Atlantic, 1970)

Con Herbie Mann
- A Mann & A Woman (Atlantic, 1967) – anche con Tamiko Jones.
- The Beat Goes On (Atlantic, 1967)

Con Dinah Washington
- What a Diff'rence a Day Makes! (Mercury, 1959)
- The Two of Us (Mercury, 1960) – anche con Brook Benton
- Live at Birdland (Baldwin, 1997)

Con altri
- Trilok Gurtu, Crazy Saints (Creative Music Production, 1993)
- Victor Feldman, Soviet Jazz Themes (Äva, 1963)
- Jimmy Forrest, Out of the Forrest (Prestige, 1961)
- Eddie Harris, Silver Cycles (Atlantic, 1969)
- Sam Jones, Down Home (Riverside, 1962)
- Quincy Jones, Back on the Block (Quest/Warner Bros., 1989)
- Katia Labèque, Little Girl Blue (Dreyfus, 1995)
- David "Fathead" Newman, The Many Facets of David Newman (Atlantic, 1969)